# دوايت بال
دوايت بال هو سياسي كندي، ولد في 21 ديسمبر 1957 في كندا. حزبياً، نشط في الحزب الليبرالي في نيوفندلاند ولابرادور ‏.